# Білоярська АЕС
Білоярська атомна електростанція ім. І. В. Курчатова (БАЕС) — російська атомна електрична станція, розташована в місті Зарічний, в Свердловській області, друга промислова атомна станція в країні (після Сибірської), єдина в Росії АЕС з різними типами реакторів на одному майданчику.
На станції були споруджені чотири енергоблоки: два з реакторами на теплових нейтронах (пуски в 1964 і 1967 роках, виведені з експлуатації в 1983 і 1990 роках) і два з реактором на швидких нейтронах(пуски в 1980 і 2015 роках). Енергоблоки № 3 і № 4 з реакторами на швидких нейтронах БН-600 і БН-800 знаходяться в стадії поточної експлуатації.
Перші два енергоблоки з водографітовими канальними реакторами АМБ-100 і АМБ-200 функціонували в 1964–1981 і 1967—1989 роках і були зупинені у зв'язку з виробленням ресурсу. Паливо з реакторів вивантажено і перебуває на тривалому зберіганні в спеціальних басейнах витримки, розміщених в одній будівлі з реакторами. Всі технологічні системи, робота яких не вимагається за умовами безпеки, зупинені. У роботі перебувають лише вентиляційні системи для підтримки температурного режиму в приміщеннях і система радіаційного контролю, роботу яких забезпечує цілодобово кваліфікований персонал. У квітні 2014 розпочато роботи по розбору реакторів.
Енергоблок № 3 з реактором БН-600 електричною потужністю 600 МВт, введено в експлуатацію у квітні 1980 року — найперший у світі енергоблок промислового масштабу з реактором на швидких нейтронах.
4-й енергоблок з реактором БН-800 потужністю 880 Мвт.  Запуск реактора відбувся 10 грудня 2015 року, промислова експлуатація проводиться з 1 листопада 2016 року. Кошторисна вартість блоку — $ 1,2 млрд. Конструктор ДКБМ ім. І.І.Афрікантова. Енергоблок покликаний істотно розширити паливну базу атомної енергетики й мінімізувати радіоактивні відходи шляхом організації замкнутого ядернопаливного циклу.  
У 2020 році на Гірничо-хімічному комбінаті виготовлене повне перевантаження уран-плутонієвого МОКС-палива для реактора на швидких нейтронах БН-800 Білоярської АЕС в кількості 169 ТВЗ.  Їх завантаження в реактор заплановане на січень 2021 року. Завершення переходу до повного завантаження активної зони реактору БН-800 уран-плутонієвим паливом відбудеться у 2022 році. Вперше в історії російської атомної енергетики забезпечити експлуатацію "швидкого" реактора з використанням виключно МОКС-палива.
Встановлена потужність АЕС на 2018 рік - 1,485 ГВт, що становить близько 16% електроенергії Свердловської області.
Для охолодження реакторів Білоярської АЕС було створено Білоярське водосховище.

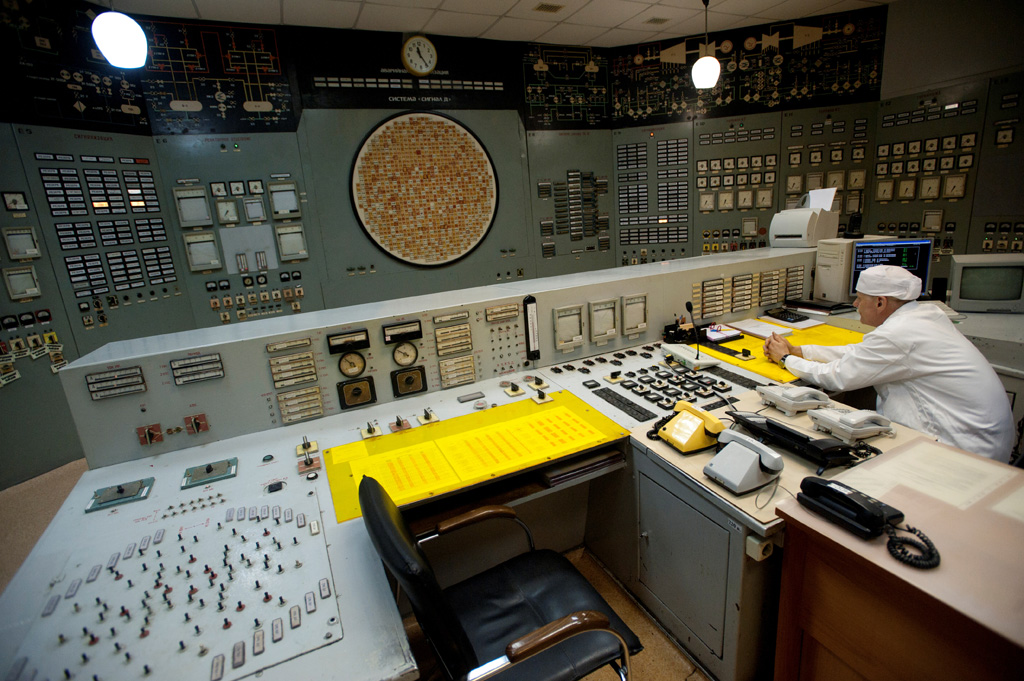
Другий блочний щит управління. 2011 рік

Є філією концерну «Росенергоатом».

## Історія будівництва
- 9 червня 1954 — Міністерством електростанцій СРСР було затверджено завдання на будівництво в 50 км на схід від Свердловська теплової електростанції. Виникле при будівництві теплоелектростанції селище був віднесене до категорії робітничих селищ і стало називатися с. Зарічний у складі Білоярського району Свердловської області.
- Липень 1955 — розпорядженням Ради Міністрів РРФСР Управлінню «Свердловенерго» Міністерства електростанцій СРСР під будівництво тоді ще Білоярської ГРЕС і її зони затоплення було виділено 2653,6 га земель з державного лісового фонду (ліси II групи).
- серпень 1955 — почалися будівельні роботи, саме будівництво було оголошене Всесоюзним комсомольським будівництвом.
- 1957 — прийнято рішення про будівництво атомної електростанції в Білоярському районі. Техпроєкт Білоярської АЕС був розроблений на основі проєктного завдання, виконаного Ленінградським відділенням «Теплоелектропроєкт», за участю Ленінградського політехнічного інституту. Проєкт був затверджений 15 липня колегією Міністерства електростанцій. Проєктна потужність становила 400 МВт.
- 1958 — річка Пишма була перекрита греблею.
- 14 березня 1961 — побудований гідровузол пущений в експлуатацію.
- 1963 — закінчено спорудження першого реактора потужністю 100 МВт. Технічний проєкт 2-го енергоблока був розроблений на основі проєктного завдання, створеного «Уралтеплоенергопроєктом» в 1960 році.
- Квітень 1964 — енергоблок № 1 з водографітовим канальним реактором на теплових нейтронах АМВ-100 («Атом Мирний Великий» електричною потужністю 100 МВт) введений в роботу.
- 1967 — закінчені будівельні та монтажні роботи по 2-му енергоблоку. 27 грудня відбувся промисловий пуск 2-го реактора БАЕС.
- 8 квітня 1980 — пущений 3-й енергоблок БН-600.
- 1986 — директором станції призначений Олег Сараєв.
- 2002 — директором станції призначений Микола Ошканов.
- 2010 — директором станції призначений Михайло Баканов.
- 2011 —  на території міста почалася вирубка лісу під будівництво першої черги нового житлового мікрорайону для персоналу БН-800.
- 2014 — реактор БН-800 був виведений на мінімальний контрольований рівень потужності.
- 2015 — директором станції призначений Іван Сидоров.
- 2016 —  авторитетний американський журнал Power [Архівовано 27 березня 2020 у Wayback Machine.] присудив енергоблоку з реактором на швидких нейтронах БН-800 премію кращої атомної станції 2016 року.[3]
- 2020 — 28 січня перша серійна партія МОКС-палива завантажена в реактор БН-800 енергоблоку №4 Білоярської АЕС (Свердловська область, Росія).[4]

## Виробництво електроенергії
2019 року виробництво електроенергії на Білоярській АЕС склало 9,7 млрд кВт.ч.
2018 року на Білоярській АЕС було вироблено 8,8 млрд кВт.ч електроенергії.
2017 року виробництво електроенергії на Білоярській АЕС склало 10,2 млрд кВт.ч.
2016 року виробництво електроенергії на Білоярській АЕС склало 8,4 млрд кВт.ч.

## Інформація по енергоблоках

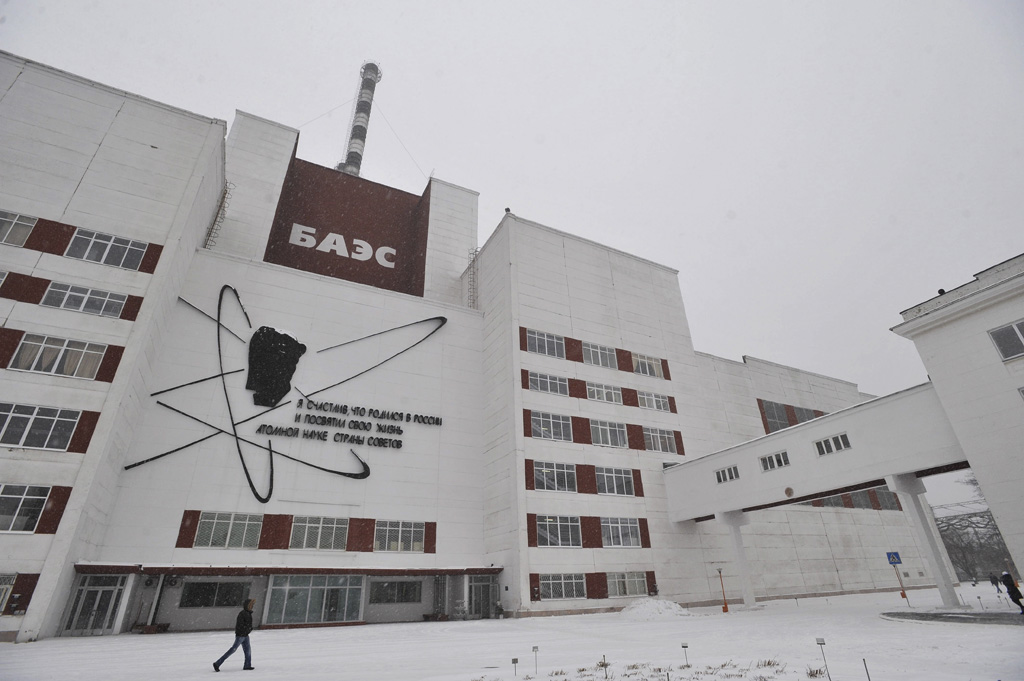
Фасад будівлі першої черги Білоярської АЕС

| Энергоблок     | Тип реакторів | Потужність | Потужність | Початок будівництва | Підключення до мережі | Введення в експлуатацію | Закриття   |
| Энергоблок     | Тип реакторів | Чистий     | Брутто     | Початок будівництва | Підключення до мережі | Введення в експлуатацію | Закриття   |
| -------------- | ------------- | ---------- | ---------- | ------------------- | --------------------- | ----------------------- | ---------- |
| Енергоблок № 1 | АМБ-100       | 102 МВт    | 108 МВт    | 01.06.1958          | 26.04.1964            | 26.04.1964              | 15.01.1983 |
| Енергоблок № 2 | АМБ-200       | 146 МВт    | 160 МВт    | 01.01.1962          | 29.12.1967            | 01.12.1969              | 15.04.1990 |
| Енергоблок № 3 | БН-600        | 560 МВт    | 600 МВт    | 01.01.1969          | 08.04.1980            | 01.11.1981              |            |
| Енергоблок № 4 | БН-800        | 789 МВт    | 864 МВт    | 18.07.2006          | 10.12.2015            | 31.10.2016              |            |
| Енергоблок № 5 | БН-1200       | 1130 МВт   | 1220 МВт   | 18.07.2006          | 2027(план)            | 2035(план)              |            |

## Інциденти

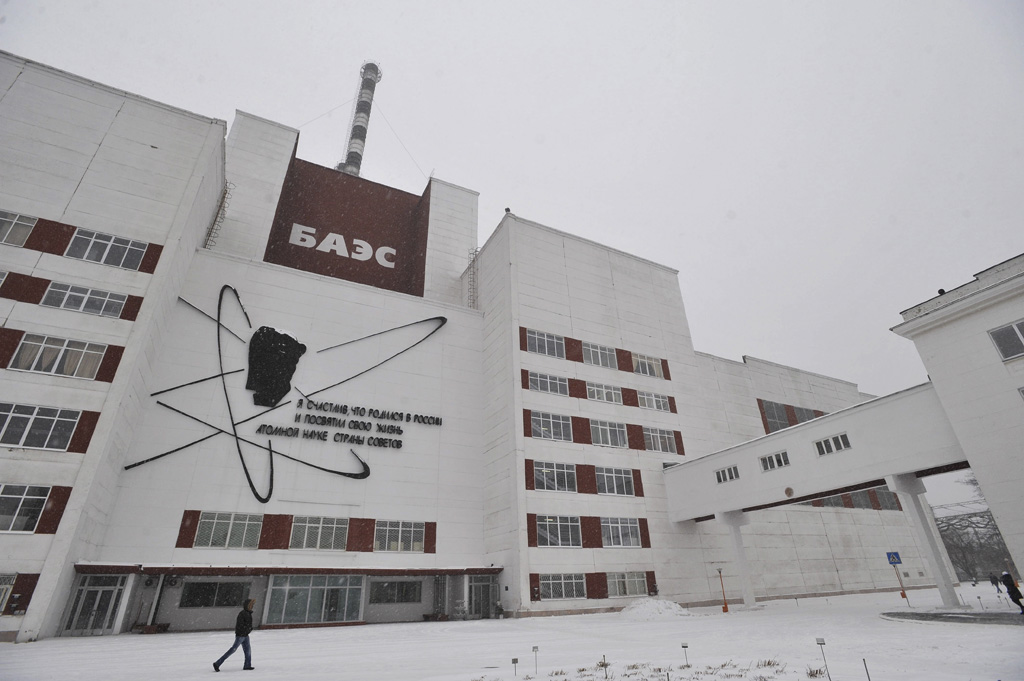
Фасад будівлі першої черги Білоярської АЕС

- 1964–1974 рр. — неодноразове руйнування тепловидільних збірок активної зони реактора на 1-му блоці АЕС.
- 1977 — розплавлення 50% тепловидільних збірок активної зони реактора на 2-му блоці АЕС. Ремонт тривав близько 1 року.
- в ніч з 30 на 31 грудня 1978 — пожежа, що призвела до обвалення даху машинного залу на площі 960 м2. Для її ліквідації знадобилося майже 10 годин. У гасінні пожежі брали участь 270 пожежників.
- 22 грудня 1992 при перекачуванні рідких радіоактивних відходів було затоплено приміщення обслуговування помп СРВ. Частина відходів потрапила в ґрунт під СРВ і по дренажній системі — в ставок-охолоджувач (6 мКи).
- 5 травня 1994 — пожежа і викид теплоносія (натрію) з 2-го контуру.
- 6 червня 1994 — під час капітального ремонту стався витік нерадіоактивного натрію з другого контуру, через що почалася пожежа.